# Дари
Дари́ (самоназвание: دری / дари; фарси́-кабули́, кабули́, афганский персидский) — диалект персидского языка афганских таджиков, хазарейцев, чараймаков и некоторых других этнических групп Афганистана. Один из двух государственных языков Афганистана. Распространён главным образом в его северных и центральных провинциях, в Кабуле, а также в северном Пакистане и в восточном Иране. Является в Афганистане языком межэтнического общения. Общее число говорящих — более 12 миллионов человек (2011, оценка). Носители дари как родного языка составляют почти половину населения Афганистана.
Большинством учёных рассматривают дари как разновидность таджикского или персидского языка. От персидского языка он отличается, в основном, фонетикой (главным образом, вокализмом), имеются также небольшие и почти незаметные отличия в лексике и грамматике. 
Под названием «дари» также известен один из центральноиранских диалектов, по происхождению прямо не связанный с языком дари в Афганистане. Название афганского фарси было официально изменено на «дари» по политическим причинам в 1964 г.

## Происхождение названия
Существуют различные версии происхождения названия «дари». Большинство учёных считает, что слово дари родственно персидскому слову дарбар (دربار), «двор», поскольку на дари говорили при дворе при Сасанидах. Это мнение основывается на средневековых источниках и трудах ранних исламских историков. Следует уточнить, что слово дар в раннем Средневековье имело значение «государственная администрация, канцелярия», следовательно дари, как производное прилагательное от дар, означает «язык административного делопроизводства», то есть «официальный язык» и «государственный язык». В современном персидском языке эти понятия передаются заимствованными арабскими словами (дари رسمی) (rasmi) и (дари دولتی) (dowlati), которых в доисламском персидском языке попросту не существовало.

### Варианты названия
В лингвистической и географической литературе встречаются следующие названия языка, помимо основного — дари, происходящие из диалектных различий в произнесении начального /f~p/, долгого гласного /ɑː~ɒː~ɔ(ː)/, краткого гласного /u~o/ и краткого гласного иранского изафета, а также порядке следования элементов фарси, дари и кабули: фарси, форси, парси, порси (эти четыре названия могут относиться и к иранскому варианту — языку фарси), фарси-йе дари, парси-йе дари, форси-йи дари, порси-йи дари, кабули, кобули, каболи, фарси-йе кабули, форси-йи кабули, форси-йи кобули, фарси-йе каболи, парси-йе кабули, порси-йи кабули, порси-йи кобули, парси-йе каболи, фарси-дари, парси-дари, форси-дари, порси-дари, фарси-кабули, парси-кабули, форси-кабули, порси-кабули, фарси-каболи, парси-каболи, форси-кобули, порси-кобули, кабуле-дари.

## Распространение
В Афганистане персидский дари («фарси-и-дари») называют просто персидским языком («фарси»). Иранские языки сегодня широко распространены в Центральной Азии, для некоторых людей являясь родными, для других же они исполняют роль лингва франка. Дари заменил вымершие бактрийский, согдийский и хотаносакский языки; новоперсидский заменил парфянский и среднеперсидский языки. Некоторые изолированные памирские народы, например, шугнанцы (шугнанский язык), сарыкольцы (сарыкольский язык), язгулямцы (язгулямский язык), и ишкашимцы (ишкашимский язык), всё ещё говорят на восточноиранских языках.
Дари считается архаичной формой новоперсидского языка. Дари использует большое число афганцев (другой распространённый язык — пушту). Практически же дари служит языком межнационального общения различных афганских народов. Дари доминирует в северных и западных областях страны и в столице, Кабуле.
В дари имеется множество заимствований из языков Южной Азии: хинди, урду, пенджаби, бенгальского языка и прочих; причина этого — то, что дари был языком политиков и культурной элиты моголов и был распространён на всём Индостане многие века. Индийские заимствования в английском языке часто отражают произношение носителя дари, например, допиаза (= персидскому до-пийазэ «две головки лука»), гимхана (-хана = персидскому хаанэ «дом»), пижама (= перс. пэй-джамэ «деталь одежды для ног», курица на тикке (тикка = перс. тэккэ «вертел»).

## Лингвистические черты

### Фонетика и фонология

#### Гласные
Вокализм литературного дари представлен восемью гласными фонемами. Хотя традиционно они различаются по признаку долгота-краткость, этот признак уже отошёл на второй план, и все гласные, во-первых, различаются качественно (по подъёму), а во-вторых, гласные /ī ē ū ō ā/ являются скорее устойчивыми, а гласные /e o/ — неустойчивыми.
|             | передние | задние |
| ----------- | -------- | ------ |
|             | неогубл. | огубл. |
| верхние     | i        | u      |
| ср.-верхние | ɪ        | ʊ      |
| ср.-нижние  | ɛ        | ɔ      |
| нижние      | a        | ɒ      |

|             | передние | задние |
| ----------- | -------- | ------ |
|             | неогубл. | огубл. |
| верхние     | ī        | ū      |
| ср.-верхние | e        | o      |
| ср.-нижние  | ē        | ō      |
| нижние      | a        | ā      |

Вокализм литературного дари достаточно консервативен в сравнении с персидским и таджикским и наиболее близок к классическому персидско-таджикскому (хотя в диалектах вокализм может быть упрощён сильнее). В следующей таблице показано развитие вокализма в соответствующих языках:
таджикский i e u ů a o
```
           ┌↑┐ ↑   ┌↑┐ ↑   ↑ ↑
```

классич. i ī ē u ū ō a ā
```
           ↓ ↓ ↓   ↓ ↓ ↓   ↓ ↓
```

дари e i ē o u ō a ā
```
           ↓ └↓┘   ↓ └↓┘   ↓ ↓
```

перс. e ī o ū a ā

## Различия между иранским и афганским диалектами персидского

### Фонология
Разница между иранским и афганским произношением персидского заметна, аналогично разнице между произношениями шотландцев и кокни. Тем не менее, образованные шотландцы и англичане не испытывают трудностей при общении, в отличие от иранцев и афганцев. Основные отличия в речи перечислены ниже.
1. В иранском персидском нет так называемых гласных «меджхул»; в дари же сохраняются исконно долгие звуки «э» и «о» в дополнение к «и» и «у». В иранском диалекте они слились в «и» и «у», соответственно. Например, омограф شیر «молоко»/«лев» на иранском диалекте произносится одинаково — [шир], а на дари произносится различно: [шир] — «молоко», но [шэр] — «лев». Долгий гласный в словах زود «быстрый» и زور «сила» произносится в иранском как «у», а на дари же слова произносятся [зуд] и [зор], соответственно.
2. Краткие гласные верхнего ряда «и» и «у» в Иране произносятся ниже: «и» — ближе к «э», и «у» — ближе к «о».
3. Различается произношение дифтонгов раннего классического персидского «ай» и «аў». Дари сохраняет более древнее произношение, а на иранском диалекте они звучат как «эй» и «оў»: نخیر «нет» произносится [нахайр] на дари и [нахэйр] на иранском, а نوروز «персидский Новый год» по-дари — [наўроз], по-ирански — [ноўруз].
4. Губной согласный و на иранском диалекте реализован как звонкий губной фрикатив (похож на русский «в»), в дари он ближе к классическому произношению (похож на английский «w»).
5. Слияния задненёбного взрыва «q» (ق) и звонкого нёбного фрикатива «ɣ» (غ), произошедшего в иранском, вероятно, под влиянием тюркских языков[14], в дари не имело места.
6. В иранском диалекте оконечный краткий «а» (-ه) звучит как «э».
7. Краткий неконечный «а» в иранском произносят как [æ].

### Синтаксис
С другой стороны, синтаксис дари почти не отличается от иранского диалекта. Одно из значительных отличий — выражение длительного времени. В иранском персидском вспомогательный глагол «иметь» (داشتن [даштан]) помещается перед основным глаголом с префиксом ми-. В дари используется конструкция дар хал-и («как раз»), основной глагол ставится в инфинитив. Предложение «я иду» в Иране будет звучать как ман дарам мир(ав)ам, а в Афганистане — как ман дар хал-и рафтан хастам (хастам — это связка, форма настоящего времени глагола будан, «быть»), так и ман дарам мер(ав)ам, а в таджикском языке — как рафта истодаам.

### Словарь
Имеются некоторые отличия в используемых словах.

### Культурное влияние дари
Доминирование Ирана в культурном пространстве обеспечило понятность иранского диалекта жителям Афганистана, хотя иранцы тоже понимают дари, несмотря на значительное заимствование последним пуштунских слов.

## Зороастрийский дари
Под названием «дари» также известен один из центральноиранских диалектов, по происхождению прямо не связанный с языком дари в Афганистане. Данный язык является разговорным языком зороастрийцев, проживающих в иранских провинциях Йезд и Керман, соответственно выделяют две его разновидности: йезди и кермани, довольно существенно различающихся между собой. Язык бытового общения, используемый исключительно в кругу своих (отсюда название: «dari» значит «дворовый») и практически непонятный окружающим мусульманам, называющим его «габри», то есть язык кафиров (немусульман). Никогда не использовался ни как литературный, ни как богослужебный (в этой роли у зороастрийцев Ирана выступали и выступают персидский и авестийский соответственно). В настоящее время в значительной степени вытеснен персидским и сохраняется прежде всего в сельских районах.

## Образец текста
Статья 1 Всеобщей декларации прав человека:

همه انسان ها آزاد و برابر در عزت و حقوق متولد می شوند. آنها وقوف به عقل و وجدان دارند و باید با روحیه برادری نسبت به یکدیگر عمل کنند.
Перевод:

Все люди рождаются свободными и равными в своём достоинстве и правах. Они наделены разумом и совестью и должны поступать в отношении друг друга в духе братства.